# وادي لاتروب
وادي لَتروب هو منطقة جغرافية داخلية ومنطقة حضرية في منطقة جيبسلاند في ولاية فيكتوريا. أستراليا. السكان الأصليون هم براياكيولونج لأمة جوناي. وادي لتروب يقع شرق ملبورن بين سلسلة سترزيليكي إلى الجنوب و سلسلو باو باو، وهي جزء من سلسلة غريت ديفايدينغ. إلى الشمال. جبل سانت فيلاك (1,567 م (5,141 قدم)) هي أعلى قمة في شمال وادي لتروب. أعلى قمة في الجنوب هي جبل تاسي (740 م (2,430 قدم)) جنوب ترارالجون.
المنطقة بها ثلاثة مراكز رئيسية. من الغرب إلى الشرق. مو. ومورويل وترارالجون. يبلغ عدد سكان وادي لتروب حوالي 125000 نسمة.
يستمد الوادي اسمه من نهر لتروب الذي يتدفق شرقا عبر الوادي. وفقًا لما ذكره ليس بليك. في عام 1841. أطلق ويليام آدامز برودريب. أحد المستوطنين الأوائل  اسم النهر على اسم تشارلز لا تروب. نائب حاكم منطقة بورت فيليب.  كما ينسب أ. دبليو ريد إلى برودريب تسمية النهر تكريماً إلى لتروب ؛ ومع ذلك. يدعي ريد أن النهر اكتشفه أنجوس ماكميلان في عام 1840 الذي أطلق على المجرى المائي اسم نهر جلينجاري. 

## المناخ
يتمتع وادي لتروب بمناخ معتدل مما يعني درجات حرارة معتدلة مع هطول كميات كبيرة من الأمطار والصقيع العرضي والثلوج على التلال المجاورة. فبراير هو أكثر الشهور دفئًا في وادي لتروب بمتوسط درجة حرارة تتراوح من 12.5 إلى 26.4 °م (54.5 إلى 79.5 °ف) وأبرد شهر هو يوليو بمتوسط درجة حرارة تتراوح من 3.6 إلى 13.5 °م (38.5 إلى 56.3 °ف). تحدث معظم الأمطار في أواخر الشتاء والربيع. ويبلغ متوسط هطول الأمطار السنوي حوالي 800 مليمتر (31 بوصة).
| البيانات المناخية لـMorwell (Latrobe Valley Airport, 1984–2020); 56 m AMSL; 38.21° S, 146.47° E | البيانات المناخية لـMorwell (Latrobe Valley Airport, 1984–2020); 56 m AMSL; 38.21° S, 146.47° E | البيانات المناخية لـMorwell (Latrobe Valley Airport, 1984–2020); 56 m AMSL; 38.21° S, 146.47° E | البيانات المناخية لـMorwell (Latrobe Valley Airport, 1984–2020); 56 m AMSL; 38.21° S, 146.47° E | البيانات المناخية لـMorwell (Latrobe Valley Airport, 1984–2020); 56 m AMSL; 38.21° S, 146.47° E | البيانات المناخية لـMorwell (Latrobe Valley Airport, 1984–2020); 56 m AMSL; 38.21° S, 146.47° E | البيانات المناخية لـMorwell (Latrobe Valley Airport, 1984–2020); 56 m AMSL; 38.21° S, 146.47° E | البيانات المناخية لـMorwell (Latrobe Valley Airport, 1984–2020); 56 m AMSL; 38.21° S, 146.47° E | البيانات المناخية لـMorwell (Latrobe Valley Airport, 1984–2020); 56 m AMSL; 38.21° S, 146.47° E | البيانات المناخية لـMorwell (Latrobe Valley Airport, 1984–2020); 56 m AMSL; 38.21° S, 146.47° E | البيانات المناخية لـMorwell (Latrobe Valley Airport, 1984–2020); 56 m AMSL; 38.21° S, 146.47° E | البيانات المناخية لـMorwell (Latrobe Valley Airport, 1984–2020); 56 m AMSL; 38.21° S, 146.47° E | البيانات المناخية لـMorwell (Latrobe Valley Airport, 1984–2020); 56 m AMSL; 38.21° S, 146.47° E | البيانات المناخية لـMorwell (Latrobe Valley Airport, 1984–2020); 56 m AMSL; 38.21° S, 146.47° E |
| الشهر                                                                                           | يناير                                                                                           | فبراير                                                                                          | مارس                                                                                            | أبريل                                                                                           | مايو                                                                                            | يونيو                                                                                           | يوليو                                                                                           | أغسطس                                                                                           | سبتمبر                                                                                          | أكتوبر                                                                                          | نوفمبر                                                                                          | ديسمبر                                                                                          | المعدل السنوي                                                                                   |
| ----------------------------------------------------------------------------------------------- | ----------------------------------------------------------------------------------------------- | ----------------------------------------------------------------------------------------------- | ----------------------------------------------------------------------------------------------- | ----------------------------------------------------------------------------------------------- | ----------------------------------------------------------------------------------------------- | ----------------------------------------------------------------------------------------------- | ----------------------------------------------------------------------------------------------- | ----------------------------------------------------------------------------------------------- | ----------------------------------------------------------------------------------------------- | ----------------------------------------------------------------------------------------------- | ----------------------------------------------------------------------------------------------- | ----------------------------------------------------------------------------------------------- | ----------------------------------------------------------------------------------------------- |
| الدرجة القصوى °م (°ف)                                                                           | 45.1 (113.2)                                                                                    | 46.3 (115.3)                                                                                    | 40.4 (104.7)                                                                                    | 35.0 (95.0)                                                                                     | 26.7 (80.1)                                                                                     | 23.5 (74.3)                                                                                     | 21.8 (71.2)                                                                                     | 26.8 (80.2)                                                                                     | 31.0 (87.8)                                                                                     | 35.1 (95.2)                                                                                     | 38.6 (101.5)                                                                                    | 42.2 (108.0)                                                                                    | 46.3 (115.3)                                                                                    |
| متوسط درجة الحرارة الكبرى °م (°ف)                                                               | 26.2 (79.2)                                                                                     | 26.5 (79.7)                                                                                     | 24.4 (75.9)                                                                                     | 20.5 (68.9)                                                                                     | 16.9 (62.4)                                                                                     | 14.2 (57.6)                                                                                     | 13.6 (56.5)                                                                                     | 14.9 (58.8)                                                                                     | 16.9 (62.4)                                                                                     | 19.3 (66.7)                                                                                     | 21.6 (70.9)                                                                                     | 24.0 (75.2)                                                                                     | 19.9 (67.8)                                                                                     |
| متوسط درجة الحرارة الصغرى °م (°ف)                                                               | 12.5 (54.5)                                                                                     | 12.7 (54.9)                                                                                     | 11.1 (52.0)                                                                                     | 8.5 (47.3)                                                                                      | 6.6 (43.9)                                                                                      | 4.4 (39.9)                                                                                      | 3.7 (38.7)                                                                                      | 4.3 (39.7)                                                                                      | 5.8 (42.4)                                                                                      | 7.4 (45.3)                                                                                      | 9.4 (48.9)                                                                                      | 11.1 (52.0)                                                                                     | 8.1 (46.6)                                                                                      |
| أدنى درجة حرارة °م (°ف)                                                                         | 1.8 (35.2)                                                                                      | 1.9 (35.4)                                                                                      | 1.9 (35.4)                                                                                      | −0.5 (31.1)                                                                                     | −2.6 (27.3)                                                                                     | −3.6 (25.5)                                                                                     | −4.8 (23.4)                                                                                     | −3.4 (25.9)                                                                                     | −2.1 (28.2)                                                                                     | −2.3 (27.9)                                                                                     | 0.6 (33.1)                                                                                      | 1.7 (35.1)                                                                                      | −4.8 (23.4)                                                                                     |
| الهطول مم (إنش)                                                                                 | 50.1 (1.97)                                                                                     | 39.2 (1.54)                                                                                     | 43.9 (1.73)                                                                                     | 57.1 (2.25)                                                                                     | 51.6 (2.03)                                                                                     | 58.4 (2.30)                                                                                     | 66.4 (2.61)                                                                                     | 62.9 (2.48)                                                                                     | 78.4 (3.09)                                                                                     | 72.8 (2.87)                                                                                     | 75.0 (2.95)                                                                                     | 68.6 (2.70)                                                                                     | 724.4 (28.52)                                                                                   |
| متوسط أيام هطول الأمطار (≥ 0.2 mm)                                                              | 9.5                                                                                             | 8.7                                                                                             | 10.9                                                                                            | 13.1                                                                                            | 15.7                                                                                            | 18.3                                                                                            | 19.1                                                                                            | 19.0                                                                                            | 16.9                                                                                            | 14.8                                                                                            | 13.3                                                                                            | 12.1                                                                                            | 171.4                                                                                           |
| المصدر:                                                                                         |                                                                                                 |                                                                                                 |                                                                                                 |                                                                                                 |                                                                                                 |                                                                                                 |                                                                                                 |                                                                                                 |                                                                                                 |                                                                                                 |                                                                                                 |                                                                                                 |                                                                                                 |

درجات الحرارة في Mount Baw Baw. شمال Moe. تبلغ ذروتها بشكل عام من 10 إلى 12 °م (18 إلى 22 °ف) أكثر برودة من المناطق الحضرية الرئيسية خلال النهار.
| البيانات المناخية لـMount Baw Baw (1997–2020); 1,561 m AMSL; 37.84° S, 146.27° E | البيانات المناخية لـMount Baw Baw (1997–2020); 1,561 m AMSL; 37.84° S, 146.27° E | البيانات المناخية لـMount Baw Baw (1997–2020); 1,561 m AMSL; 37.84° S, 146.27° E | البيانات المناخية لـMount Baw Baw (1997–2020); 1,561 m AMSL; 37.84° S, 146.27° E | البيانات المناخية لـMount Baw Baw (1997–2020); 1,561 m AMSL; 37.84° S, 146.27° E | البيانات المناخية لـMount Baw Baw (1997–2020); 1,561 m AMSL; 37.84° S, 146.27° E | البيانات المناخية لـMount Baw Baw (1997–2020); 1,561 m AMSL; 37.84° S, 146.27° E | البيانات المناخية لـMount Baw Baw (1997–2020); 1,561 m AMSL; 37.84° S, 146.27° E | البيانات المناخية لـMount Baw Baw (1997–2020); 1,561 m AMSL; 37.84° S, 146.27° E | البيانات المناخية لـMount Baw Baw (1997–2020); 1,561 m AMSL; 37.84° S, 146.27° E | البيانات المناخية لـMount Baw Baw (1997–2020); 1,561 m AMSL; 37.84° S, 146.27° E | البيانات المناخية لـMount Baw Baw (1997–2020); 1,561 m AMSL; 37.84° S, 146.27° E | البيانات المناخية لـMount Baw Baw (1997–2020); 1,561 m AMSL; 37.84° S, 146.27° E | البيانات المناخية لـMount Baw Baw (1997–2020); 1,561 m AMSL; 37.84° S, 146.27° E |
| الشهر                                                                            | يناير                                                                            | فبراير                                                                           | مارس                                                                             | أبريل                                                                            | مايو                                                                             | يونيو                                                                            | يوليو                                                                            | أغسطس                                                                            | سبتمبر                                                                           | أكتوبر                                                                           | نوفمبر                                                                           | ديسمبر                                                                           | المعدل السنوي                                                                    |
| -------------------------------------------------------------------------------- | -------------------------------------------------------------------------------- | -------------------------------------------------------------------------------- | -------------------------------------------------------------------------------- | -------------------------------------------------------------------------------- | -------------------------------------------------------------------------------- | -------------------------------------------------------------------------------- | -------------------------------------------------------------------------------- | -------------------------------------------------------------------------------- | -------------------------------------------------------------------------------- | -------------------------------------------------------------------------------- | -------------------------------------------------------------------------------- | -------------------------------------------------------------------------------- | -------------------------------------------------------------------------------- |
| الدرجة القصوى °م (°ف)                                                            | 30.9 (87.6)                                                                      | 31.3 (88.3)                                                                      | 26.2 (79.2)                                                                      | 20.6 (69.1)                                                                      | 16.2 (61.2)                                                                      | 12.6 (54.7)                                                                      | 10.0 (50.0)                                                                      | 13.1 (55.6)                                                                      | 16.6 (61.9)                                                                      | 21.2 (70.2)                                                                      | 26.0 (78.8)                                                                      | 27.7 (81.9)                                                                      | 31.3 (88.3)                                                                      |
| متوسط درجة الحرارة الكبرى °م (°ف)                                                | 17.6 (63.7)                                                                      | 16.7 (62.1)                                                                      | 14.0 (57.2)                                                                      | 9.9 (49.8)                                                                       | 6.4 (43.5)                                                                       | 3.5 (38.3)                                                                       | 2.2 (36.0)                                                                       | 2.9 (37.2)                                                                       | 5.6 (42.1)                                                                       | 9.0 (48.2)                                                                       | 12.4 (54.3)                                                                      | 14.7 (58.5)                                                                      | 9.6 (49.2)                                                                       |
| متوسط درجة الحرارة الصغرى °م (°ف)                                                | 8.7 (47.7)                                                                       | 8.2 (46.8)                                                                       | 6.3 (43.3)                                                                       | 3.8 (38.8)                                                                       | 1.5 (34.7)                                                                       | −0.5 (31.1)                                                                      | −1.6 (29.1)                                                                      | −1.6 (29.1)                                                                      | −0.2 (31.6)                                                                      | 1.7 (35.1)                                                                       | 4.3 (39.7)                                                                       | 6.0 (42.8)                                                                       | 3.0 (37.5)                                                                       |
| أدنى درجة حرارة °م (°ف)                                                          | −2.0 (28.4)                                                                      | −1.0 (30.2)                                                                      | −2.2 (28.0)                                                                      | −5.7 (21.7)                                                                      | −5.0 (23.0)                                                                      | −7.0 (19.4)                                                                      | −6.6 (20.1)                                                                      | −8.5 (16.7)                                                                      | −6.3 (20.7)                                                                      | −6.4 (20.5)                                                                      | −4.5 (23.9)                                                                      | −3.1 (26.4)                                                                      | −8.5 (16.7)                                                                      |
| الهطول مم (إنش)                                                                  | 91.9 (3.62)                                                                      | 99.1 (3.90)                                                                      | 99.1 (3.90)                                                                      | 140.1 (5.52)                                                                     | 124.7 (4.91)                                                                     | 138.9 (5.47)                                                                     | 162.9 (6.41)                                                                     | 174.4 (6.87)                                                                     | 155.1 (6.11)                                                                     | 140.8 (5.54)                                                                     | 154.5 (6.08)                                                                     | 135.9 (5.35)                                                                     | 1٬617٫4 (63.68)                                                                  |
| متوسط أيام هطول الأمطار (≥ 0.2 mm)                                               | 12.0                                                                             | 11.7                                                                             | 13.3                                                                             | 15.0                                                                             | 15.3                                                                             | 15.4                                                                             | 19.5                                                                             | 19.3                                                                             | 15.9                                                                             | 16.9                                                                             | 15.5                                                                             | 14.6                                                                             | 184.4                                                                            |
| متوسط الرطوبة النسبية (%)                                                        | 71                                                                               | 73                                                                               | 75                                                                               | 81                                                                               | 83                                                                               | 88                                                                               | 89                                                                               | 87                                                                               | 85                                                                               | 82                                                                               | 77                                                                               | 73                                                                               | 80                                                                               |
| المصدر: Australian Bureau of Meteorology; Mount Baw Baw                          |                                                                                  |                                                                                  |                                                                                  |                                                                                  |                                                                                  |                                                                                  |                                                                                  |                                                                                  |                                                                                  |                                                                                  |                                                                                  |                                                                                  |                                                                                  |

## الاقتصاد

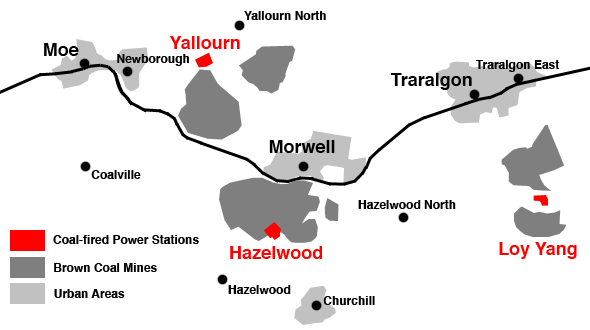
خريطة للمناطق الحضرية الرئيسية ومحطات الطاقة التي تعمل بالفحم والمناجم في منطقة وادي لتروب.

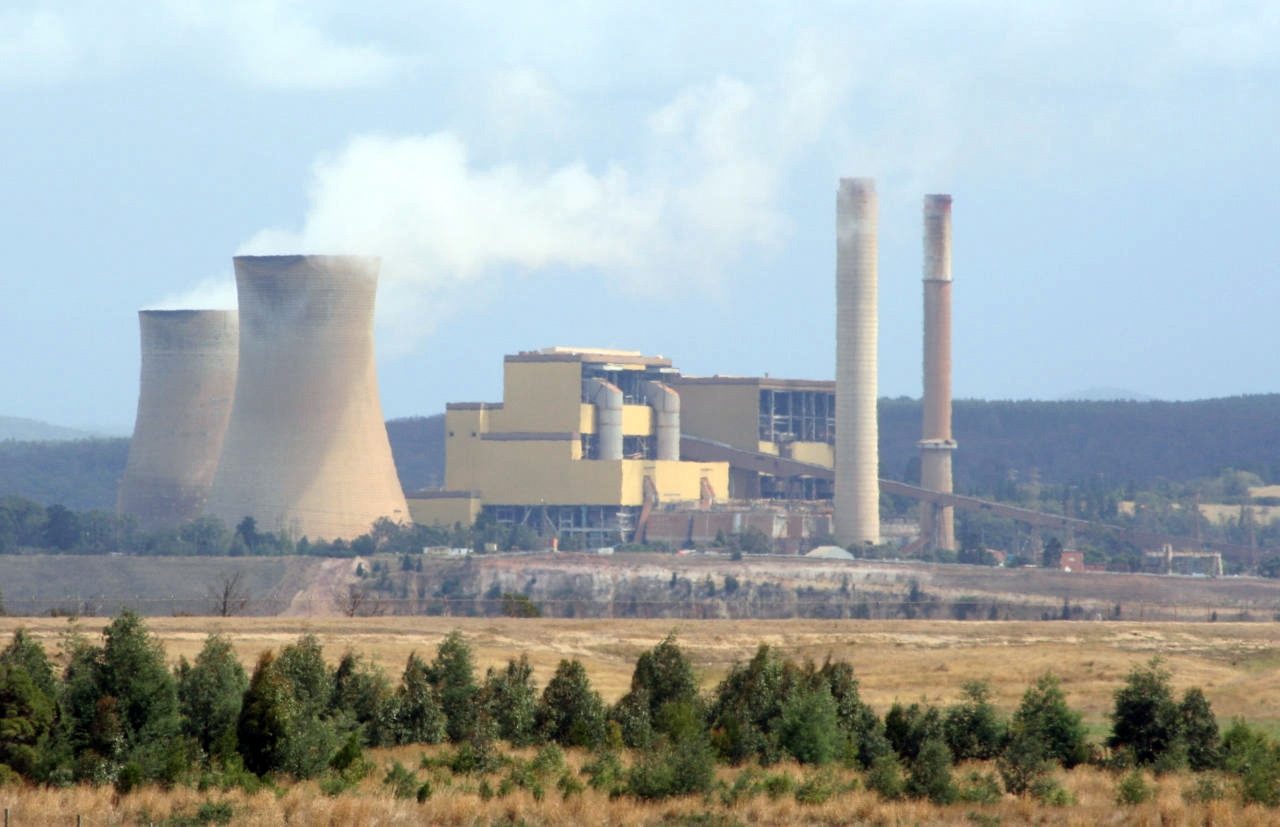
محطة يالورن دبليو للطاقة.

تشمل قطاعات الصناعة الرئيسية الرعاية الصحية وتوليد الطاقة وتجارة التجزئة وتصنيع الورق ومصانع الأخشاب والزراعة ومنتجات الألبان والأخشاب وتكنولوجيا المعلومات والهندسة والتعليم. يوفر الوادي 85٪ من كهرباء فيكتوريا ولديه قطاع هندسي كبير يدعم توليد الطاقة وإنتاج اللب والورق وصناعات تجهيز الأغذية. يجذب قطاع التعليم العالي الطلاب المحليين والدوليين.
على الرغم من صورتها الخارجية كاقتصاد إقليمي يهيمن عليه التعدين والكهرباء. فإن المنطقة توظف عددًا أكبر من العاملين في المستشفيات ورعاية المسنين مقارنة بالعاملين في صناعة الطاقة ولديها قطاعات مهمة من الخدمات والرعاية الصحية والتعليم. تعد المستشفيات أكبر رب عمل في الاقتصاد الإقليمي بنسبة 5٪ من القوة العاملة. يليها عمال صناعة الطاقة بنسبة 4.2٪. وعمال السوبر ماركت والبقالة بنسبة 3٪. وعمال رعاية المسنين بنسبة 2.9٪. 
يعد قطع الأشجار أيضًا صناعة مهمة في التلال إلى الشمال والجنوب. مع وجود مصنع ورق رئيسي في ماريفيل. بالقرب من مورويل. في الشمال الوعر من المنطقة. تقع مدينة والهالا التاريخية لتعدين الذهب. وسط الجبال التي تشكل غرب حديقة ألبين الوطنية ومتنزه باو باو الوطني القريب. والذي يضم منتجعًا شتويًا صغيرًا للتزلج.

### الصناعة
يعتبر وادي لتروب مركزا هاما لصناعة الطاقة في فيكتوريا. وتحديداً التعدين وحرق الفحم البني لإنتاج الكهرباء. تنتج المنطقة ما يقرب من 85 ٪ من الكهرباء لولاية فيكتوريا بأكملها وتزود بعض الكهرباء لنيو ساوث ويلز وتسمانيا. يعد الوادي موطنًا لأربعة من أعلى محطات الطاقة الحرارية المنتجة للكهرباء في أستراليا. تشمل محطات الطاقة الموجودة في وادي لتروب محطتي لوي يانج باور أيه أند بي ومحطة توليد الطاقة يالورن ومحطة توليد الطاقة جيرالانج (الغاز) بالإضافة إلى محطة هازيلوود للطاقة السابقة (مغلقة عام 2017) ومحطة الطاقة اينيرجي بريكس (مغلقة في أغسطس 2014). ينبعث من محطات توليد الطاقة في وادي لتروب زئبقًا أكثر من محطات الفحم الصلب.  

## الحكم
يدير مجلس مدينة لتروب ومجلس باو باو شاير الحكومة المحلية في وادي لتروب.
يبلغ عدد سكان وادي لتروب حوالي 75000 نسمة مع أربعة مراكز سكانية رئيسية: مو ومورويل وتشرشل وترارالجون. مع البلدات الأصغر بما في ذلك بولارا وجلينجاري وتونجاببي وتايرز وترارالجون ساوث ويالورن نورث وينار، مع المقر الإداري الموجود في مورويل.

## المواصلات والنقل
يمر طريق برينسيس السريع عبر وادي لتروب. متجاوزًا معظم المدن الريفية الرئيسية ويربط المنطقة بكل من ملبورن وإيست جيبسلاند. يقع مركز مو في موقع مركزي على بعد حوالي ساعة و 30 دقيقة بالسيارة من منطقة الأعمال المركزية بملبورن.
تدير في لاين خدمة سكة حديد من مدينة ملبورن إلى وادي لتروب وتدير أيضًا خدمات تمر عبر وادي لتروب إلى شرق جيبسلاند. تعمل بعض خدمات السكك الحديدية بسرعة محدودة إلى وادي لتروب - وتتوقف في المراكز السكانية الرئيسية في واراجول وموي ومورويل وترارالجون. تتوقف الخدمات الأخرى - بما في ذلك خدمة سكة حديد جيبسلاندر - في جميع المحطات في المنطقة. تعمل الخدمات إلى وادي لتروب بين ملبورن وترارالجون. بينما تعمل خدمات جيبسلاند بين ملبورن وبيرنسديل. يتصل خط سكة حديد وادي لتروب / جيبسلاند بخط العاصمة ملبورن باكينهام.
يتم تشغيل خطوط حافلات وادي لتروب بواسطة فالي ترانسيت، والتي تدير خدمات حافلات متصلة في منطقة وادي لتروب بين مو وترارالجون - وتتألف من خدمات بين المدن تعمل بين مو وترارالجون إلى المدن القريبة مثل مورويل وتشرشلو ويالورن نورث - و ربط خدمات المدينة التي تعمل في كل مركز رئيسي.
يقع مطار وادي لتروب (IATA: LTB، ICAO: YLTV) في وادي لتروب على بعد ساعتين تقريبًا شرق ملبورن. قبالة طريق برينسيس السريع. على الجانب الغربي من ترارالجون.

## التعليم
يضم حرم جيبسلاند التابع لجامعة الاتحاد 2,000 طالب في الحرم الجامعي و 5,000 طالب خارج الحرم الجامعي وما يقرب من 400 موظف. يقع الحرم الجامعي لوادي لتروب في تشرشل. 142 كيلومتر (88 ميل) شرق ملبورن على 63 هكتار (160 أكر) من الأراضي ذات المناظر الطبيعية. يقدم الحرم الجامعي العديد من درجات البكالوريوس. ويستقطب العديد من الطلاب من وادي لتروب. شرق وغرب جيبسلاند. مركز دراسات جيبسلاند هو مرفق بحثي وإشراك مجتمعي أجرى البحوث والتواصل مع المجتمع منذ عام 1985.
افتتح الوزير الفيدرالي للصحة والشيخوخة. نيكولا روكسون. كلية الطب في جيبسلاند. التي تقدم دورات البكالوريوس في الطب للدراسات العليا / بكالوريوس الجراحة (ام بي بي اس) رسميًا في 5 يونيو 2008. مما يوفر للطلاب فرصة لتعلم الطب في بيئة ريفية العمل مع الممارسين الريفيين. تعرضت كلية الطب في جيبسلاند لبعض الانتقادات المحلية في عامي 2016 و 2017 عندما تم الكشف عن وجود 12 طالبًا فقط من أصل جيبسلاند من بين مجموعة مكونة من 50 طالبًا يدرسون الطب في الحرم الجامعي الإقليمي. كان المسار الوحيد المباشر للحصول على الدرجة الطبية هو من خلال دورة مقدمة في حرم كلايتون بجامعة موناش في ملبورن، في حين لم يُعرض على خريجي جامعة الاتحاد في جيبسلاند مسارًا مباشرًا للحصول على الدرجة.  انتقد العضو الفيدرالي في جيبسلاند. دارين تشيستر. جامعة موناش بحجة أنه: لا ينبغي أن نقول لطلابنا الذين يكملون السنة 12 هذا العام أنه يتعين عليهم الانتقال إلى ملبورن للوصول إلى برنامج الدراسات العليا في جامعة موناش عندما يكون لدينا مسار حالي في جيبسلاند. 

## الرياضة

### قواعد كرة القدم الأسترالية
تتمتع المنطقة بتاريخ غني ومعقد في كرة القدم الأسترالية. يوجد حاليًا ما يقرب من ثلاثين لاعبًا في قوائم فرق الدوري الأسترالي لكرة القدم من وادي لتروب و جيبسلاند. يتم تمثيل المنطقة في مسابقة كأس ولاية فيكتوريا تحت 18 سنة من قبل جيبسلاند باور. لعب جيبسلاند باور موسمهم الأول في مسابقة كأس تي أيه سي في عام 1993. فاز جيبسلاند باور بلقب بطولة الدوري مرة واحدة حتى الآن في 2005 - وحصل على المركز الثاني في مناسبتين في 1999 و 2010. تم تسجيل أكثر من ستين لاعبًا من جيبسلاند باور في قوائم أندية الدوري الأسترالي لكرة القدم منذ أن تم تسجيل أول لاعب في عام 1993.

### بطولات الدوري لكرة القدم
مسابقة دوري جيبسلاند لكرة القدم هي أكبر دوري في المنطقة وواحدة من أكبر وأعلى بطولات كرة القدم القياسية في فيكتوريا خارج ملبورن. يوجد خمسة من الفرق العشرة في دوري جيبسلاند في وادي لتروب. كان آخر بطولة دوري فاز بها فريق مقره في وادي لتروب في دوري جيبسلاند (أو ما يعادلها) هي ترارالجون مارونز في عام 2005. يُعد منتصف دوري جيبسلاند لكرة القدم ثاني أكبر دوري كرة قدم في المنطقة ويتألف من 10 فرق - جميعها مقرها في وادي لتروب. يقع مقر تسعة من الفرق العشرة في دوري جيبسلاند لكرة القدم في وادي لتروب (الفريق الآخر في سلا). تأسس دوري منافسات وسط وجنوب جيبسلاند في عام 2019.

### صناعة السباقات
ينظم نادي مو للسباق حوالي أربعة عشر تجمعا للسباق سنويًا. يقع مضمار السباق في طريق واترلو على مسافة قصيرة جدًا من منطقة مو التجارية المركزية ومحطة في لاين للقطارات. يمكن سماع أصوات سباق "يوم السباق" في المنطقة التجارية المركزية في مو أثناء اجتماعات السباق. أكبر تجمعين للسباق في مو هما تجمع كأس "جي بي جي موبايل مو" في منتصف أكتوبر - وهو أحد أكبر تجمعات السباق الإقليمية خارج ملبورن على التقويم الفيكتوري للسباق - وتجمع يوم كأس ملبورن في أول يوم ثلاثاء في نوفمبر. يعد نادي مو للسباق أكبر مضمار سباق في جيبسلاند. يوفر النادي أيضًا للأعضاء والضيوف مرافق أخرى. بما في ذلك تورفسايد تاباريت وتورفسايد بيسترو ومركز تورفسايد فينكشن.
يستضيف متنزه جلينفيو في ترارالجون سباقات الخيول والكلاب السلوقية. سباق ترارالجون للكلاب السلوقية في مجمع جلينفيو بارك ريسينغ المملوك من قبل مجلس مدينة لتروب. تم تصميمه خصيصًا لسباق الخيول والكلاب السلوقية. أقيم سباق السلوقي الافتتاحي في عام 1973. يتم تشغيل سباقات الكلاب السلوقية النموذجية في جلينفيو على مسافة 298 و 513 و 658 و 730 أمتار.

### رياضات اخرى
يوجد عدد كبير من ملاعب الجولف في منطقة وادي لتروب في حدود 35 نصف قطر كم من مو. وهي تشمل نادي مو للغولف. الذي يقع بجوار بحيرة ناراكان. و تشرشل ونادي موناش للجولف، والذي يقع بالقرب من حرم جامعة فيدرال في تشرشل. ونادي يالورن للجولف ونادي يالورن للبولينج في نيوبورو.
يوجد داخل وادي لتروب أيضًا مجتمعات كبيرة داخل العديد من الجمعيات الرياضية الأخرى. بما في ذلك ؛ كرة القدم وكرة السلة وكرة الشبكة والرقص والجمباز والتنس والسباحة والبيسبول والكريكيت.

## روابط خارجية
- ABC جيبسلاند
- الموقع الرسمي لمجلس مدينة لتروب
- لتروب فالي إكسبريس

قالب:Towns in the Latrobe Valley